# La Gravida
La Gravida è un dipinto a olio su tavola (66x52 cm) di Raffaello Sanzio, databile al 1505-1506 circa e conservato nella Galleria Palatina a Firenze.

## Storia
L'opera è citata per la prima volta in un inventario del primo Settecento di palazzo Pitti, come opera di autore ignoto. Nel 1813 il dipinto venne trasferito nella Guardaroba granducale degli Uffizi, per tornare a Pitti (Sala dell'Iliade) successivamente, per tappare i buchi lasciati di dipinti trafugati dai francesi. Nell'inventario del 1815 è riferita a Innocenzo da Imola, mentre nel 1829 tornò ad essere opera di anonimo. Il primo a riferirla a Raffaello fu Masselli (1839) su suggerimento del Passavant, la cui ipotesi fu quasi unanimemente accolta con l'eccezione di Cavalcaselle, che parlò invece di Ridolfo del Ghirlandaio. Oggi la critica è però unanimemente assestata sul nome del Sanzio.
Per quanto riguarda l'identificazione della donna ritratta, si sono avute due ipotesi, entrambe però scarsamente documentabili: secondo Virzì potrebbe essere una dama di casa Bufalini di Città di Castello; secondo Filippini Emilia Pia da Montefeltro, per le analogie fisiognomiche con il ritratto a Baltimora.

## Descrizione e stile
La donna è ritratta a mezza figura su sfondo scuro, seduta e con una mano sul ventre gonfio, da cui il soprannome ottocentesco, e l'altra sul bordo dove si troverebbe un invisibile parapetto. Ha il busto rotato di tre quarti verso destra, così come il volto, mentre gli occhi sono girati direttamente verso lo spettatore, a stabilire un contatto psicologico. La luce la colpisce dall'alto a sinistra, schiarendone il volto e accentuando, con gli effetti chiaroscurali, i lineamenti un po' tondeggianti.
Indossa un vestito scollato con bordature in velluti e ampie maniche staccabili rosse, pressoché identico a quello della Dama col liocorno alla Galleria Borghese. L'acconciatura è finemente raccolta da una retina, con bordo prezioso. Al collo pende un'elaborata catena d'oro, che si infila nello scollo, senza mostrare il pendente. Le mani sono adornate da anelli e la sinistra, che sta appoggiata in primo piano, regge un fazzoletto e tocca forse un libretto con coperta in cuoio. Notevole è il realismo della mano sinistra  che, con tono semplice e quotidiano, tocca il grembo e smuove leggermente la stoffa, gettandovi ombra.
Che la donna ritratta sia effettivamente incinta non è detto. Forse la curva del grembiule increspato è dovuta alle forme opulente del corpo seduto e la posizione della mano vuole forse più evidenziare lo status sociale, con la presenza degli anelli, piuttosto che alludere a una prossima maternità.
La complessità formale e la padronanza del colore anticipano già le opere romane: il corsetto giallo-arancio e le maniche rosse sono accostati al bianco brillante e il nero della veste, creando ricchi contrasti. Ciò deriverebbe dall'assimilazione della lezione di Domenico Ghirlandaio e di Fra Bartolomeo, che aveva recentemente visitato Venezia.